# Marche à l'ombre (album)
Pour les articles homonymes, voir Marche à l'ombre.
Albums de Renaud
Ma gonzesse
(1979) Renaud à Bobino
(1980)
Singles
1. Marche à l'ombre / Dans mon HLM
2. It is not because you are / Les Aventures de Gérard Lambert

Marche à l'ombre est le quatrième album studio de Renaud sorti en février  1980 sous le label Polydor.
C'est dans cet album qu'apparaît un des plus célèbres personnages de l'univers de Renaud : Gérard Lambert, une petite frappe à cyclomoteur. La chanson titre du disque, elle, est au générique du film du même nom de Michel Blanc en 1984 avec Gérard Lanvin, comédien qui a inspiré à Renaud le personnage de Gérard Lambert.[réf. nécessaire]
Premier grand tournant dans la carrière de Renaud, l'album est un succès (800 000 exemplaires vendus) et la plupart des chansons qu'il contient ont pris place dans ses classiques. Le disque contient quatre énormes tubes : Marche à l'ombre, Dans mon HLM, Les Aventures de Gérard Lambert et It is not because you are. L'artiste prend une nouvelle dimension avec cet album, bien plus grande que l'ancienne. Grâce à une grande présence dans les médias, il devient très populaire et également très controversé par les puristes et fans de la première heure.[réf. nécessaire]
C'est aussi à cette époque qu'apparaît son fameux bandana rouge. C'est l'album le plus rock de la discographie de Renaud.
L'album est dédié à Jacques Mesrine (1936-1979).
On retrouve sur cet album des anciens membres du groupe français Magma, à savoir Klaus Blasquiz et Stella Vander, la femme du batteur Christian Vander.
Dans son étude sur son enfance dans les années 1980, l'historien Ivan Jablonka rend hommage à la chanson Où c’est qu’j’ai mis mon flingue ?, dont, écrit-il, "le souffle vengeur scalpe les bourgeois, les journaleux, les poètes, les flics, les politicards, les fachos et les gauchos".

## Liste des titres
Toutes les chansons sont écrites et composées par Renaud Séchan sauf indication contraire.
| 1.    | Marche à l'ombre                                         | 3:18 |
| 2.    | Les Aventures de Gérard Lambert (musique d'Alain Ranval) | 3:46 |
| 3.    | Dans mon HLM                                             | 6:06 |
| 4.    | La Teigne                                                | 2:43 |
| 5.    | Où c'est qu'j'ai mis mon flingue ?                       | 3:05 |
| 6.    | It Is Not Because You Are                                | 3:20 |
| 7.    | Baston ! (musique de Michel Roy)                         | 5:29 |
| 8.    | Mimi l'ennui                                             | 4:08 |
| 9.    | L'Auto-stoppeuse                                         | 3:07 |
| 10.   | Pourquoi d'abord ?                                       | 3:19 |
| 38:21 |                                                          |      |

Arrangements et réalisation : Alain Ranval, Gérard Prévost et Jean-Philippe Goude.

## Musiciens
- Alain Ranval, Jean-Michel Kajdan, Pierre Chérèze, Patrice Meyer, Laurent de Gaspéris, Alain Berkes, Laurent Gérome : guitares
- Alain Guillard, Richard Raux : saxophones
- Délit, Henri Clément : trompettes
- Guy Khalifa : flûte
- Gérard Prévost : basse
- Amaury Blanchard : batterie
- Steve Shehan  : percussions
- Jean-Philippe Goude : piano, claviers
- Klaus Blasquiz, Liza Deluxe, Philippe Vauville, Shitty Télaouine, Stella Vander : chœurs

## Certification
| Pays          | Certification | Équivalence/Ventes |
| ------------- | ------------- | ------------------ |
| France (SNEP) | Platine       | 400,000            |